# Wally Szczerbiak
Walter Robert „Wally“ Szczerbiak (* 5. März 1977 in Madrid, Spanien) ist ein ehemaliger US-amerikanischer Basketballspieler, der von 1999 bis 2009 in der NBA aktiv war. In seiner Zeit bei den Minnesota Timberwolves wurde er unter anderem einmal NBA-All-Star.
Szczerbiaks Vater Walter Szczerbiak war professioneller Basketballspieler für die Pittsburgh Condors, und später für Real Madrid. Er gilt als einer der 50 einflussreichsten Basketballer in Europa aller Zeiten.

## Karriere

### High School
Nachdem Vater Walter seine Basketballkarriere beendet hatte, zog die Familie Szczerbiak in die Staaten um, und Wally besuchte die High School in Cold Spring Harbor. 1997 nahm er für selbige an den Empire State Games teil.

### College
Szczerbiak studierte drei Jahre an der Miami University in Oxford, Ohio. Insgesamt erreichte er dabei für die RedHawks einen Schnitt von 20,1 Punkten, 7,2 Rebounds und 2,5 Assists. Er belegt Platz 2 in der Rangliste der besten Punktesammler aller Zeiten seiner Universität hinter Ron Harper. Zu seinen Ehren wird das Trikot mit der Nummer 32 nicht mehr vergeben.

### NBA

#### Minnesota (1999–2006)
Im NBA-Draft 1999 wurde er an 6. Stelle von den Minnesota Timberwolves gezogen. In seiner Rookie-Saison erzielte er pro Partie 11,6 Punkte, 3,7 Rebounds und 2,8 Assists. Er wurde ins NBA All-Rookie First Team gewählt und durfte an der NBA Rookie Challenge 2000 in Oakland teilnehmen. In dieser Partie konnte er 13 Punkte beisteuern.
Auch ein Jahr später war er als Sophomore bei der Veranstaltung in Washington, D.C. dabei. Diesmal gelangen ihm 27 Punkte und 8 Rebounds, was ihm den Titel des MVP einbrachte.
In der Spielzeit 2001–2002 bestritt Szczerbiak alle 82 regulären Saisonspiele für die Wolves. Zudem wurde er erstmals neben Stars wie Kobe Bryant in das Team der Western Conference für das NBA All-Star Game 2002 in Philadelphia berufen und erreichte dabei 10 Punkte.
2003 verpasste er die ersten 53 Spiele der Saison aufgrund einer Fersenverletzung.
In der Saison 2004–2005 erreichte Szczerbiak zwei Meilensteine seiner Karriere. Er erzielte seinen 5000. Punkt und spielte seinen 1000. Assist.
Insgesamt erzielte er von 1999 bis 2006 in sechseinhalb Spielzeiten durchschnittlich 14,5 Punkte, 4,3 Rebounds und 2,3 Assists in insgesamt 467 Spielen für die Minnesota Timberwolves.

#### Boston (2006–2007)

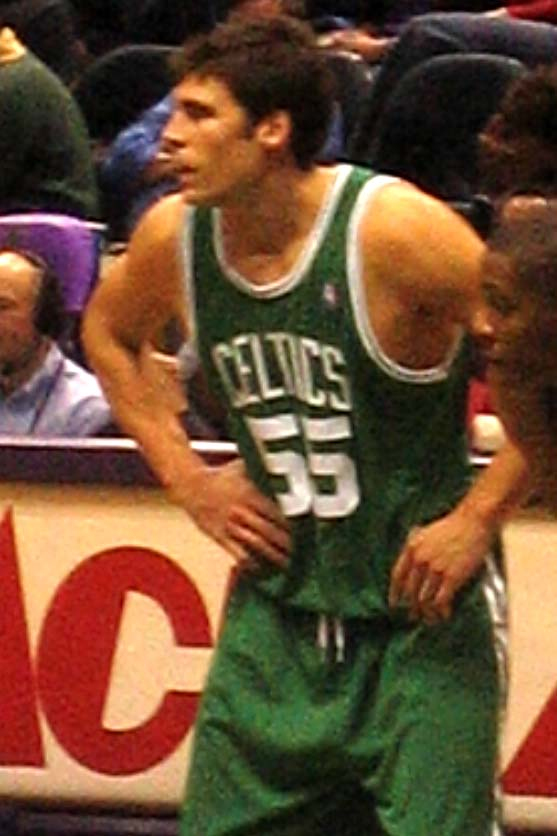
Szczerbiak im Trikot der Celtics

Am 26. Januar 2006 wurde Szczerbiak zusammen mit seinen Teamkollegen Michael Olowokandi und Dwayne Jones, sowie den Rechten am folgenden Erstrunden-Draft-Pick zum Rekordchampion Boston Celtics transferiert. Im Gegenzug wechselten Marcus Banks, Mark Blount, Ricky Davis und Justin Reed nach Minnesota. Zusätzlich erhielten die Timberwolves zwei zukünftige Draft-Picks.
In eineinhalb Jahren bei den Celtics erzielte „Wally World“ im Schnitt 16,7 Punkte, 3,5 Rebounds und 2,5 Assists.

#### Seattle (2007–2008)
Er streifte sich nur 64-mal das Trikot des Rekordmeisters über, bevor er am 28. Juni 2007 zusammen mit Delonte West und den Rechten an Jeff Green im Austausch gegen Superstar Ray Allen plus den Rechten an Glen Davis zu den Seattle SuperSonics (heute Oklahoma City Thunder) wechselte.
Dort lief er genau 50-mal auf und brachte es dabei auf einen Schnitt von 13,1 Punkten, 2,7 Rebounds und 1,4 Assists.

#### Cleveland (2008–2009)
Wiederum nur acht Monate später war er Teil eines Tauschgeschäfts von drei Mannschaften, nämlich den Celtics, den Cleveland Cavaliers und den Chicago Bulls, und wurde zu den Cleveland Cavaliers transferiert.
Von 2007 bis 2008 erzielte er, bei einer für seine Verhältnisse eher geringen Einsatzzeit von durchschnittlich 25,5 Minuten (von 48), „nur“ 9,5 Punkte, sowie 2,5 Rebounds und 1,5 Assists für die Cavs, erreichte jedoch erstmals seit 2004 wieder die Play-offs.
Auch in der Spielzeit 2008/2009 bekleidete Szczerbiak die Rolle des sechsten Manns, bzw. verschaffte den Stars LeBron James und Delonte West wichtige Verschnaufpausen. Er konnte mit 7,0 Punkten und 3,1 Rebounds zum Erfolg seines Teams, das nach der Regular Season die beste Bilanz der Liga aufwies, beitragen (Stand: 1. April 2009). Anschließend erreichte Szczerbiak mit den Cavaliers die Conference Finals. Sein Vertrag wurde im Anschluss nicht verlängert.
Aufgrund von wiederholenden Verletzungen im Knie, verkündete Szczerbiak im Herbst 2009 sein Karriereende.

## Privatleben
Szczerbiak ist ukrainischer Herkunft: Seine Großeltern waren Ukrainer und lernten sich nach dem Zweiten Weltkrieg in einem Flüchtlingslager in Westdeutschland kennen. Nach dem Krieg wanderten sie nach Pittsburgh, Pennsylvania aus.
Szczerbiak ist mit seiner Frau Shannon verheiratet und hat fünf Kinder.
2013 wurde Szczerbiak in die Ohio Basketball Hall of Fame aufgenommen.